# Drift King Shutokou Battle ’94
Drift King Shutokou Battle ’94 (яп. ドリフトキング首都高バトル’94 Дорифуто Кингу Шутоку Батору ’94) — видеоигра в жанре аркадных автогонок, разработанная студией Genki и изданная компанией Bullet-Proof Software эксклюзивно для приставки Super Nintendo Entertainment System 27 мая 1994 года только в Японии. Игра является первой частью серии Shutokou Battle.

## Игровой процесс
Drift King Shutokou Battle ’94 представляет собой аркадную игру про уличные гонки. В то время как для отображения дороги используется режим рисования «перспективного многоугольника», такие объекты, как, например, транспорт и дорожные знаки, являются спрайтами. Геймплей работает с использованием технологии разделённого экрана, где нижнюю часть занимает непосредственно отображение машины игрока и HUD, а верхнюю — либо наиболее зрелищные ракурсы камеры при проезде в данный момент того или иного участка дороги, либо, в случае многопользовательской игры, отображение машины и HUD второго игрока. Машины в игре представлены нелицензированными моделями, но которые при этом основаны на реальных автомобилях: Type-K, Type-X, Type-S и Type-R. Каждая машина обладает своими техническими характеристика, например массой и трансмиссией (причём у каждой игроку на выбор предоставлена механическая или автоматическая трансмиссия). Модель автомобиля можно переименовать. В игре присутствуют несколько локаций, каждая из которых обладает своими особенностями: Loopway (ночная трасса, возможно движение как по, так и против часовой стрелки), Winding (дневная дорога), Gymkhana (площадка с расставленными дорожными конусами, между которыми следует проехать из начальной в конечную точку заезда) и Circuit (кольцевая закрытая гоночная трасса без транспортного трафика).
В игре присутствует несколько режимов. В «Scenario» присутствует сюжетная линия с участием Кэйити Цутия, Масааки Бандо и других гонщиков; на протяжении прохождения игрок должен устанавливать рекорды времени, участвовать в дуэлях, модифицировать свою машину и приобретать новые. В «Practice» игрок может самостоятельно выбрать машины и трассу и устанавливать рекорды времени на каждой из последних; в этом режиме возможна игра как в одиночку, так и против другого человека. В режиме «Edit» игрок может создавать и сохранять собственные маршруты для прохождения джимханы, которые затем можно использовать в соответствующей локации.

## Влияние
Drift King Shutokou Battle ’94 стала первой игрой, в которой использована тематика уличных гонок, что определило дальнейшее развитие жанра в целом: уличные гонки впоследствии были реализованы в таких играх, как Midtown Madness, Midnight Club, Need for Speed: Underground и многих других. Также Drift King Shutokou Battle ’94 породила серию игр Shutokou Battle, которая, помимо Японии, со временем стала выпускаться и в других странах мира, преимущественно под названием Tokyo Xtreme Racer. В 1995 году был выпущен сиквел — Drift King Shutokou Battle 2, сохранивший в себе основные особенности предшественника и предоставивший новые машины и локации.